# Ле-Майон
Ле-Майо́н или Ле-Мейен (фр. Les Mayons) — коммуна во Франции в регионе Прованс — Альпы — Лазурный берег, департамент Вар, округ Драгиньян, кантон Ле-Люк.
Площадь коммуны — 28,86 км², население — 598 человек (2006) с тенденцией к росту: 644 человека (2012), плотность населения — 22,0 чел/км².

## Население
Население коммуны в 2011 году составляло — 645 человек, а в 2012 году — 644 человека.
| 1962 | 1968 | 1975 | 1982 | 1990 | 1999 | 2005 | 2006 | 2010 | 2011 | 2012 |
| ---- | ---- | ---- | ---- | ---- | ---- | ---- | ---- | ---- | ---- | ---- |
| 276  | 253  | 274  | 300  | 450  | 550  | 594  | 598  | 639  | 645  | 644  |

Динамика населения:

## Экономика
В 2010 году из 389 человек трудоспособного возраста (от 15 до 64 лет) 282 были экономически активными, 107 — неактивными (показатель активности 72,5 %, в 1999 году — 66,5 %). Из 282 активных трудоспособных жителей работали 243 человека (134 мужчины и 109 женщин), 39 числились безработными (17 мужчин и 22 женщины). Среди 107 трудоспособных неактивных граждан 19 были учениками либо студентами, 50 — пенсионерами, а ещё 38 — были неактивны в силу других причин.
На протяжении 2010 года в коммуне числилось 286 облагаемых налогом домохозяйств, в которых проживало 622,5 человека. При этом медиана доходов составила 16 941 евро на одного налогоплательщика.